# Nelly Vázquez
Nelly Berta Vázquez (* 26. Februar 1937 in Morón) ist eine argentinische Tangosängerin.

## Leben
Vázquez hatte in ihrer Kindheit und Jugend elf Jahre lang bei Eduardo Bonessi Gesangsunterricht, den sie bei der Opernsängerin Marta Constante fortsetzte, und wurde dann Chorsängerin am Teatro Colón. 1957 nahm sie an einem von Emilio Roca bei Radio Splendid veranstalteten Gesangswettbewerb teil und belegte nach Carmen Martínez den Zweiten Platz. Der Preis war ein einjähriges Engagement bei dem Sender, das danach verlängert wurde. Beim Fernsehsender Canal 7 debütierte sie begleitet von dem Pianisten Osvaldo Manzi, dem Bandoneonisten Eduardo Rovira und dem Kontrabassisten Kicho Díaz.
Mit Astor Piazzolla nahm sie 1960 vier Titel seines Albums Piazzolla. Bailable y apiazolado auf. Mit Mariano Mores und dem Orquesta Lírica del Tango nahm sie im Folgejahr den Tango Viejo Madrid auf. Mit Aníbal Troilo entstanden, beginnend mit ihrem großen Erfolg Madreselva, zwischen 1963 und 1966 sechzehn weitere Aufnahmen. Ab 1968 unternahm sie, nunmehr als Solistin, große Tourneen durch Argentinien und das Ausland.
Beim Label Microfón nahm Vázquez 1969 und 1972 zwei LPs mit Begleitung des Orchesters von Osvaldo Requena auf. 1973 trat sie im Hotel Rivera in Mar del Plata neben Aníbal Troilo, Osvaldo Pugliese und Roberto Goyeneche und auf der Bühne des Malena al Sur auf. Darauf hatte sie in Buenos Aires Auftritte mit dem Orchester Francisco Rotundos mit Floreal Ruiz und Alfredo del Río. Im Fernsehen war sie Gast in der Sendung Grandes Valores del Tango.
Anlässlich des 40. Todestages Carlos Gardels trat Vázquez als einzige Frau begleitet vom Orchester Héctor Artolas im Teatro Colón auf. Ab 1977 arbeitete sie mit Osvaldo Pugliese zusammen, mit dem sie bei Odeon den Tango Mentira (von Francisco Pracánico und Celedonio Flores) aufnahm. Daneben setzte sie ihre Aktivitäten beim Fernsehen fort und hatte Auftritte mit dem Sänger Horacio Deval.
1983 nahm sie bei RCA-Victor die LP Todo Buenos Aires mit dem Orchester Raúl Garellos auf und unternahm danach eine Amerika-Tournee mit dem Orchester Antonio Garcés'. Bei einer Aufnahme der Oper Volveré y seré millones (von Roberto Pansera und Domingo Federico nach einem Text von Miguel Ángel Jubany über das Leben von Evita Perón, 1985) übernahm sie die Rolle der Evita. Ihre Partner waren u. a. Carlos Acuña, Hugo Marcel, Antonio Tormo und als Sprecher Héctor Gagliardi. Danach unternahm sie mit Horacio Deval eine Tour durch Kolumbien und Venezuela und trat mit ihm in Miami auf. 1988 reiste sie mit Roberto Goyeneche, Orlando Trípodi, Néstor Marconi, Daniel Binelli, Reynaldo Nichele und anderen mit seiner Show durch mehrere Städte Japans.

## Aufnahmen
mit Astor Piazzolla
- María
- Bandoneón arrabalero
- La casita de mis viejos
- Cristal

mit Aníbal Troilo
- Madreselva
- Canción de Ave María (von Cátulo Castillo und Héctor Stamponi)
- Barrio de tango (von Troilo und Osvaldo Manzi)
- Galleguita (von Horacio Pettorossi und Alfredo Navarrine)
- Golondrinas (von Carlos Gardel und Alfredo Le Pera)
- Yo no merezco este castigo (von Roberto Cassinelli und Marcelino Hernández)